# Мустин (Мекленбург)
Мустин (нем. Mustin) — община в Германии, в земле Мекленбург-Передняя Померания.
Входит в состав района Пархим. Подчиняется управлению Штернбергер Зеенландшафт. Население составляет 445 человек (на 31 декабря 2010 года). Занимает площадь 26,08 км².